# Lapille

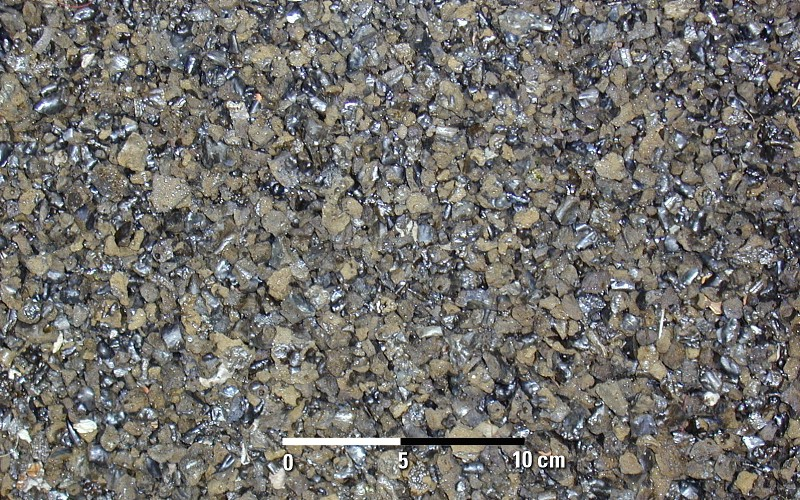
Lapilli

Lapille, lapilli (łac. lapillus – kamyk) – typ materiału piroklastycznego wyrzucanego podczas erupcji wulkanu. Są to cząstki i okruchy skalne (pokruszona lawa, pochodząca z poprzednich wybuchów wulkanu oraz świeża – krzepnąca w czasie lotu).
Wielkość lapilli wynosi od 2 do 64 mm. Mają one kształt zbliżony do bomb wulkanicznych. Zazwyczaj mają kształt kropli lub są kuliste, wrzecionowate i lekko skręcone przez ruch obrotowy w czasie spadania.